# Gerhard Müller (Fußballspieler, 1928)
Gerhard Müller (* 22. Januar 1928; † 23. April 2018) war ein deutscher Fußballspieler.

## Sportlicher Werdegang
Müller spielte ab 1948 für den BC Augsburg, den Vorgängerverein des späteren Bundesligisten FC Augsburg, in der Oberliga Süd. In seiner Debütsaison schaffte er mit der Mannschaft erst in einem Entscheidungsspiel gegen den punktgleichen Konkurrenten TSG Ulm 1846, einem Vorgänger des ebenfalls späteren Bundesligisten SSV Ulm 1846, den Klassenerhalt in der höchsten Spielklasse. 1951 stieg er schließlich mit dem Klub ab, dieser schaffte aber den direkten Wiederaufstieg. In den folgenden Spielzeiten spielte der Offensivakteur mit der Mannschaft meistens gegen den Klassenerhalt, in der Spielzeit 1954/55 erreichte er mit ihr als Tabellensiebter das beste Ergebnis seiner Vereinszugehörigkeit. 1958 verließ er nach insgesamt 184 Oberligaspielen, in denen er für den Klub 40 Tore erzielt hatte, Augsburg und wechselte aus beruflichen Gründen zum Ligakonkurrenten TSG Ulm 1846, der in die Oberliga aufgestiegen war. Dort lief er noch zwei Spielzeiten auf, ehe er 1960 nach 43 weiteren Punktspielen, in denen er ein Tor erzielt hatte, seine aktive Karriere beendete.
Müller war hauptberuflich als Journalist tätig, er arbeitete bei der Südwest Presse. 